# کینیولو پو
کینیولو پو (به ایتالیایی: Chignolo Po) یک کومونه در ایتالیا است که در استان پاویا واقع شده‌است.

## خصوصیات
کینیولو پو ۲۳٫۱ کیلومترمربع مساحت و ۳٬۵۰۲ نفر جمعیت دارد و ۸۸ متر بالاتر از سطح دریا واقع شده‌است.